# Marus Jaya
Marus Jaya is een bestuurslaag in het regentschap Merangin van de provincie Jambi, Indonesië. Marus Jaya telt 600 inwoners (volkstelling 2010).